# José Joaquín Albaladejo Gisbert
José Joaquín Albaladejo Gisbert (Alacant, 26 de juny de 1955) és un antic futbolista valencià de les dècades de 1970 i 1980.

## Trajectòria
Es formà a l'Hèrcules CF, club on jugà durant tres etapes diferents. L'any 1974 fou fitxat pel FC Barcelona. No gaudí de molts minuts, essent cedit a Salamanca i Hèrcules, i acabà jugant al filial, el Barcelona Atlètic. L'any 1983 ingressà al Reial Múrcia CF, on jugà dues temporades i va cloure la seva trajectòria novament a l'Hèrcules CF.

## Palmarès
- Recopa d'Europa de futbol:
  - 1978-79
- Copa espanyola:
  - 1980-81